# Uranius Antoninus
Uranius Antoninus ou Lucius Iulius Aurelius Sulpicius Severus Uranius Antoninus est un usurpateur vers 253 ou 254 qui prit la pourpre impériale en Syrie sous l'empereur Valérien.

## Sources

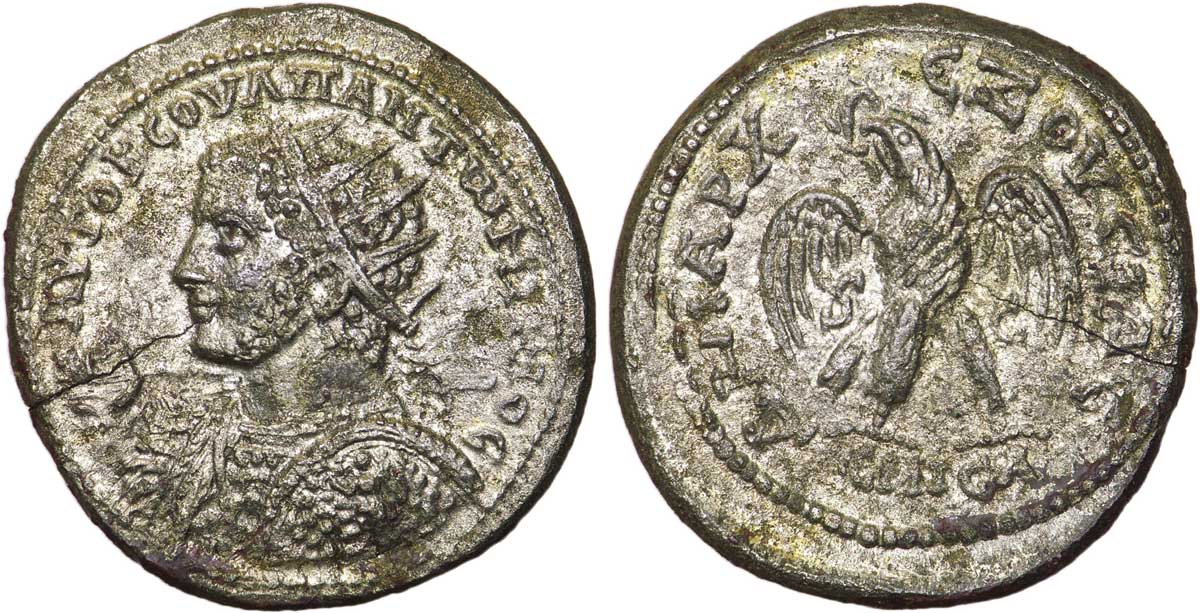
Uranius Antoninius, « La meilleure et finalement seule véritable preuve que nous ayons de son existence sont encore les monnaies à son effigie »

L'histoire de l'époque où il se situe est particulièrement troublée, entre les guerres civiles de 253 opposant Gallus, Émilien et Valérien pour le titre impérial, puis les attaques simultanées sur plusieurs frontières de l'empire romain. Uranius Antoninus n'est pas mentionné par les sources littéraires romaines qui nous sont parvenues. Les seules preuves tangibles de son existence sont quelques monnaies à son effigie datées de 565 selon l'ère seleucide, mais on ne sait si les monnaies retrouvées correspondent à un ou à deux usurpateurs, voire  si elles sont authentiques. On ne connaît donc rien de son règne, ce qui explique la rareté de ses mentions dans les ouvrages modernes, comme chez Zosso et Zingg, deux fois son nom sans autre détail, associé à la Cappadoce.
Certains auteurs[Qui ?] tentent de retrouver une trace d'Uranius en interprétant des sources byzantines : ainsi, sur la base des chroniques du Byzantin Jean Malalas, on propose de l'identifier au grand prêtre Sampsigeramos, qui avec l'appui de quelques soldats armés de frondes, aurait infligé une cuisante défaite aux troupes de Sapor Ier qui avaient envahi la province romaine. Selon cette interprétation, les soldats enthousiasmés par leur victoire auraient proclamé leur chef empereur sous le nom d'Uranius, suivant un processus observé à plusieurs reprises à cette époque. Ensuite, à l'approche de Valérien et de son armée en campagne contre Sapor, Uranius aurait renoncé au pouvoir.
Dans une autre interprétation[Qui ?], l'Uranius, dont parle Zosime et qui se serait révolté à Édesse (Osroène) contre  Alexandre Sévère lors de la guerre contre les Perses en 231-232,, pourrait provenir d'une erreur de l'historien dans sa narration, et être en fait l'Uranius Antoninus correspondant à ces monnaies.

## Études numismatiques
Un article publié en  1948 par l'allemand Delbrück qui classe les pièces d'or d'Uranius est complété en 1958 par Henri Seyrig qui fait le rapprochement des émissions en or avec d'autres monnaies en bronze et en argent émises à Émèse. Hans Roland Baldus (de) publie en 1971 une synthèse des études précédentes. Les grands bronzes portent la marque de datation de la 565e année de l'ère seleucide, à cheval sur 1er octobre 253 et 30 septembre 254, Baldus situe donc l'émission de ces monnaies entre septembre-octobre 253 et la période 253-254 qui précède la reconnaissance en Syrie de Valérien et Gallien.